# 地獄のテレワーク 電脳戦士ヤスダ対暗黒企業
『地獄のテレワーク 電脳戦士ヤスダ対暗黒企業』（じごくのテレワーク でんのうせんしヤスダたいあんこくきぎょう）は、2020年の日本の短編映画。監督は中元雄。完全リモートワークで制作が行われた。

## 概要
新型コロナウイルス感染拡大の影響で外出自粛が呼びかけられる中、全員が自撮り撮影を行い、全て在宅作業での製作をもって完成された短編映画作品。2020年4月15日に監督の中元雄が製作を発表し、メイン女性キャストの募集が行われた。同月22日に、マンションの住人役エキストラが募集された。5月3日に中元のYouTubeチャンネルで配信された。
中元が2018年のアメリカ映画『search/サーチ』を公開当時に鑑賞した際に感動を覚えたことから、本作も同作に倣い、キャストがFaceTimeを使用しているようなほぼ全編PC画面風の構成に仕上がっている。また、終盤の展開は『街頭技巧 ストリートテクニック』の影響を受けているという。
本作公開後に松竹が募集を開始した「#リモート映画祭」にも参加。既定の動画時間を越えているものの、映画祭開催前に制作されていたことから特例での参加が認められた。一次選考を通過し、グランプリ候補作品22本のうちの1本となった。

## あらすじ
プログラマー・ヤスダの趣味は盗撮。隣の部屋に越してきた女性の部屋にもカメラを仕掛け、覗き見を外出自粛中の楽しみとしていた。会社の遠隔会議で説教を受けた腹いせに、この日も隣室の女性を覗き見していたヤスダだったが、その女性はとんでもない行動をとりだす。はたしてヤスダはヒーローになれるのか。

## キャスト
ヤスダ
演 - 安田ユウ
202号室の住人。感染症対策のため、在宅勤務している5年目のポンコツプログラマー。盗撮が趣味の変態で、テンパりやすい性格。
スズキ
演 - 豊田真希
ヤスダの隣の部屋・203号室に越してきた女性。クロゼットには防護服が入っている。
タカハシ
演 - 茶谷優太
ヤスダの友人。外出自粛についての意識が低く、外へ飲みに行こうとしている。
社長
演 - 大迫茂生
ヤスダの会社の社長。猫を飼っている。
ウエノ
演 - 上埜すみれ
ヤスダの上司。二面性をもった性格で、社長が通話から落ちると喫煙し始める。仕事ができていないヤスダを説教する。
テラオ
演 - 寺尾海史
ヤスダの先輩。
ヨガ女
演 - 田中聖樹子
ヤスダの住むマンションで、スズキにとってヤスダとは反対隣の部屋である204号室の住人。
スケベ男
演 - 齊藤友暁
ヤスダの住むマンションで、ヤスダの真下の部屋である102号室の住人。
配信女
演 - 山本愛生
ヤスダの住むマンションで、ヤスダにとってスズキとは反対隣の部屋である201号室の住人。マスクをつけて配信を行っている。喫煙者。
くいしんぼう
演 - キャッチャー中澤
ヤスダの住むマンションの305号室の住人。肥満。
警察官
演 - 曽我真臣（声）
ヤスダの通報によりマンションにやってくる警察官。本編中で姿は映らない。
マンションの住人
101号室：寒川亘揮、103号室：後藤優花、104号室：高江洲波江、105号室：川端かづき、106号室：森本彩日、107号室：江森聖弥、108号室：木村和磨、109号室：青木素子
205号室：旭桃果、206号室：池田有希菜、207号室：伊藤えむ
301号室：伊藤由紀、302号室：大島有貴、303号室：御手洗舞香、304号室：小野崎裕太、306号室：加藤凪紗、307号室：神田美優
401号室：興井健、402号室：窪田翔、403号室：佐々木大亮、404号室：佐松翔、405号室：庄子来夢、406号室：遊見貴志、407号室：関根悠紀
501号室：星那茉里、502号室：高木祐、503号室：田邉志乃、504号室：華野ルイ、505号室：平田綾乃、506号室：中西彬、507号室：藤沢賢明
601号室：藤原絵里、602号室：松下佳蓮、603号室：真柳美苗、604号室：宮下恵一、605号室：宮中麻衣、606号室：和田遥奈、607号室：渡辺航平
701号室：あっぱれ北村、702号室：でん一徳、703号室：もめこ、704号室：Hiro、705号室：kaiji☆、706号室：MARIA DUNNE、管理人：江森俊光

## スタッフ
- 監督・脚本・編集・PC画面制作：中元雄
- 音楽：masaki kawasaki
- ミックスエンジニア：伊藤隆文
- タイトルデザイン：髙橋剛士
- アイデア協力・劇中記事・宣伝テキスト制作：寒川亘揮
- 編集協力：江森聖弥

## 評価
同じくリモートワークでの映画製作に取り組んだ映画監督の上田慎一郎は、本作のエンタテインメント性と技術力を高く評価し、終盤の展開でテンションがあがったと述べている。映画監督の松本大樹は、本作と上田の『カメラを止めるな!リモート大作戦!』を視聴したことをきっかけにリモート映画『はるかのとびら』の制作に取り掛かったという。
特例での参加が認められた松竹による「#リモート映画祭」では、映像戦略室長の片岡佑輔による推薦で「松竹社員が選んだ、イチ押し作品（7月10日時点）」の1作に選ばれ、特別プロモーション・ムービーに本映画も使用されている。片岡は「盗撮映像を使って物語を進めるアイディアに脱帽」「意外過ぎる展開の連続が、映画『search/サーチ』に通じる」との推薦コメントを出している。